# FireLake
Ne doit pas être confondu avec Fire Lake.
FireLake est un groupe de death metal mélodique et progressif ukrainien, originaire de Kyiv. Le groupe est formé en 1997.

## Biographie
Baignés dans la vague du death metal suédois pendant leur jeunesse, ils sont très influencés par des groupes tels que At the Gates, In Flames, Dark Tranquility. FireLake est formé en 1997 à Kyiv. Après de nombreux désaccords internes, et des difficultés à se produire, le groupe s'est finalement défini dans une mouvance death metal mélodique. En 1999, le groupe participe à plusieurs événements ukrainiens, comme le В гостях у Воланда et The Great Commandment, jouant des chansons comme Disclaimer, Te Deum, Unerase, Reflection, Camera Obscura, et Egoism.
En 2000, Oleksiy Akulshyn quitte le groupe pour des raisons personnelles, et est remplacé par Ruslan Drozd (guitare). Cette nouvelle formation commence l'enregistrement de son premier album studio, The Temptation Journey. En 2005, une compilation de dix chansons, enregistrée entre 2001 et 2005, est prête à être publiée. Elle est finalement publiée en 2007. 2005 marque également le départ d'Andriy Salnikov et Hellen, et l'arrivée de Dmytro Nazarenko (batterie, ex-Sarcasm) et d'Olga Lyapina (chant).
En été 2005, FireLake participe au festival international Metal Heads Mission, aux côtés de Napalm Death, Cenotaph, Parricide et de nombreux autres groupes des pays étrangers. Le 25 août de la même année, ils jouent avec Darzamat. Ensuite, le groupe accueille Serhiy Dvuzhylny (basse, ex-Witch Hunter), et plus tard Victoria Kotenko (chant, ex-IDOL). En 2006, le groupe compose plusieurs des titres figurant dans la bande son du jeu S.T.A.L.K.E.R.: Shadow of Chernobyl (Dirge for the Planet,  Fighting Unknown, Against the Ionized Odds). Ces titres peuvent être entendus au cours du jeu, émis par divers postes de radio. En février 2006, à Moscou, le groupe participe au Gameland Award 2, retransmis par MTV Russie. Toujours en 2006, Ruslan quitte le groupe, et est remplacé par Andriy Larionov (guitare, ex-Witch Hunter).
En 2012, Popov quitte le groupe et est remplacé par Оксана Element (ex-Despectus). Il revient par la suite en 2014.

## Membres

### Membres actuels
- Anton Kleschev - basse (depuis 1997)
- Oleg Yavorsky – guitare, voix (depuis 1997)
- Serhiy Dvuzhylny – guitare basse (2005-2007), guitare (depuis 2007), chœurs (depuis 2007)
- Dmytro Nazarenko – batterie (depuis 2005)
- Andriy Popov – chant (depuis 2014)

### Anciens membres
- Hellena – chant
- Alyona Korol - chœurs (?-2005)
- Andriy Salnikov – batterie (1997-2005)
- Oleksiy Akulshyn – guitare (1997-2000)
- Roman (Thorn) – basse, chant (1998-2005)
- Ruslan Drozd – guitare (2000-2006)
- Olga Lyapina – chant (2005-2007)
- Vladimiros « Vlad » Kyrkimtzis – basse (2007-?)
- Oksana Element – chant (2012-2014)

## Discographie

### Album studio
- 2005 : The Temptation Journey

### Bandes-son
- 2007 : S.T.A.L.K.E.R.
- 2009 : Stalin vs. Martians